# Ulmus lesueurii
Ulmus lesueurii är en almväxtart som beskrevs av Paul Carpenter Standley. Ulmus lesueurii ingår i släktet almar, och familjen almväxter. Inga underarter finns listade i Catalogue of Life.